# La Verità (rivista)
La Verità fu una rivista politica mensile fondata in Italia nel 1936 su iniziativa di Nicola Bombacci, già esponente del Partito Comunista d'Italia e poi del Partito Fascista Repubblicano.

## Storia
La rivista fu pubblicata fino al 1943 e seguì sempre una posizione politica identificabile nel socialismo nazionale, anche se aspramente criticata dagli ambienti più conservatori del fascismo, fu ben vista ed appoggiata dalla frangia di sinistra ed anticapitalista del regime, nonché dal Duce stesso che ne aveva apertamente data concessione, dimostrandone il suo totale apprezzamento.
Al giornale di Bombacci collaborarono per lo più esponenti socialisti come Arturo Labriola, sindacalisti rivoluzionari come Walter Mocchi, Pulvio Zocchi, ed altri personaggi estranei ma non contrari alla politica sociale del fascismo.
Il titolo La verità fu coniato da Bombacci stesso per ricordare a grandi linee il giornale Pravda (organo del Partito Comunista dell'Unione Sovietica) e quindi per creare una sua versione italiana e socialista nazionale di questa. Le pubblicazioni cessarono nel 1943.